# Lajos Markos
Lajos Markos (Marosvásárhely, 1917 – Houston, 1993) è stato un pittore statunitense di origine ungherese.

## Biografia
Nato nella città di Marosvásárhely che al tempo apparteneva all'Ungheria, studiò pittura presso la Accademia reale di Budapest. Subito dopo la seconda guerra mondiale si trasferì a New York, divenendo uno dei più acclamati ritrattisti, raffigurando numerose celebrità, tra cui John Wayne, Robert Kennedy, Pablo Casals ed altri.
Negli anni '60 si trasferì ad Houston, iniziando ad interessarsi all'arte della America occidentale, in particolare si dedicò a soggetti di vita western.
I suoi lavori sono conservati presso la Cowboy Hall of Fame di Oklahoma City, presso la Texas State Capitol di Austin e presso li Zigler museum di Jennings.
Il suo corpo riposa presso il cimitero di Lavariano, in provincia di Udine, città natale della moglie Maria Madrisotti.